# 사쿠라다문

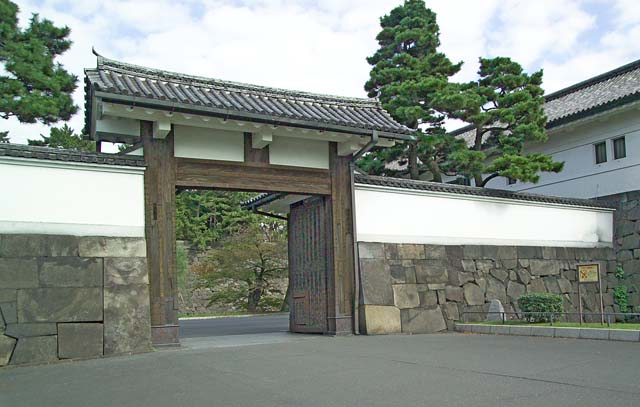
외측 사쿠라다 문

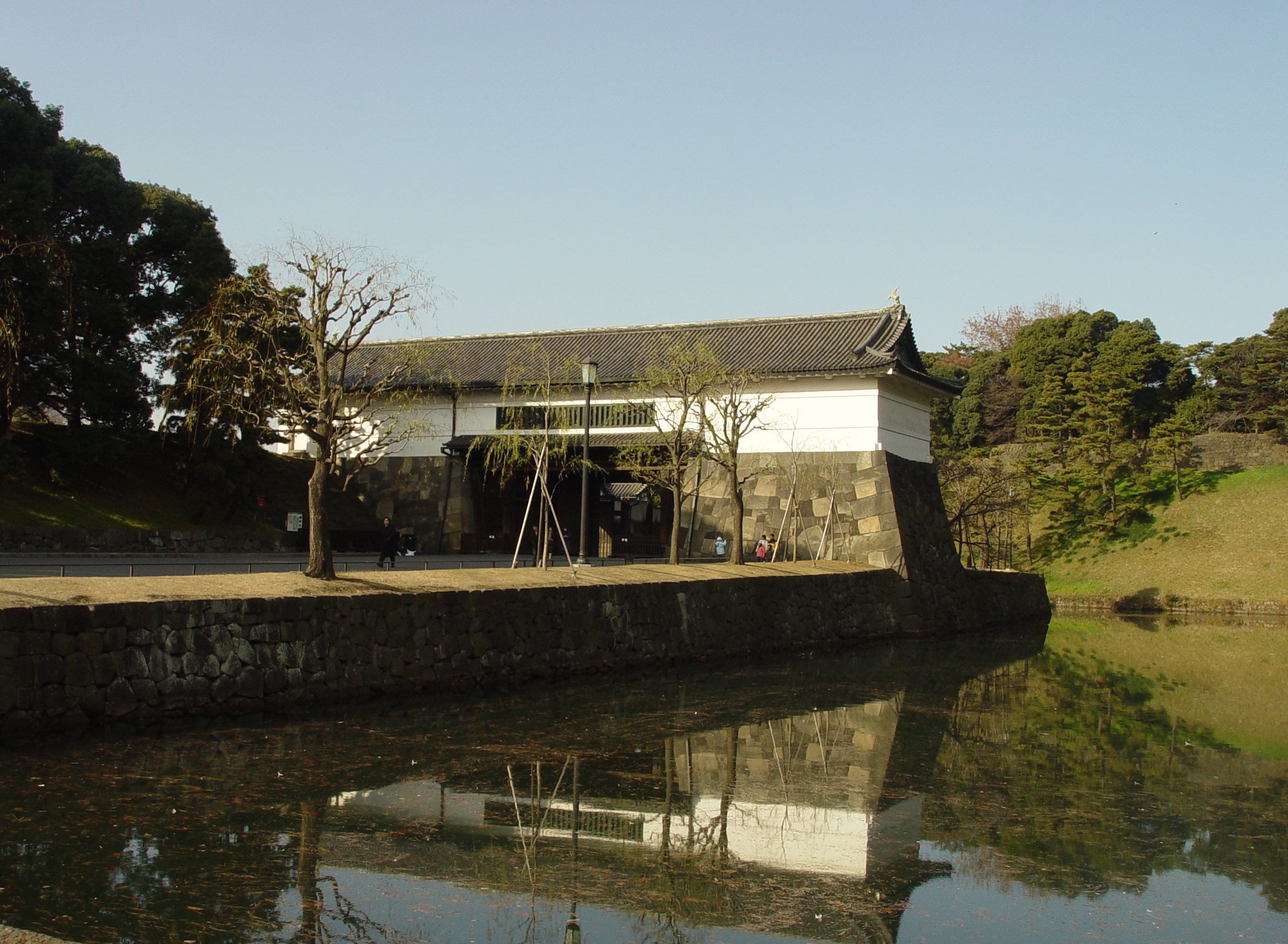
내측 사쿠라다 문

사쿠라다 문(일본어: 桜田門)은 옛 에도 성현 고쿄 안쪽에 건축된 문의 하나. 사쿠라다 수로와 가이센 수로의 사이에 있다. 1961년에〈舊에도 성 외 사쿠라다 문〉으로 국가의 중요 문화재에 지정되었다. 또한, 에도 성에는 내측과 외측에 각각 사쿠라다 문이 존재하지만, 내측은 길경문이라고도 불리며, 보통〈사쿠라다 문〉이라고 할 때에는 외측을 가리키는 것이 많다.

## 개요
당초에는 오다와라 가도의 기점으로 오다와라 입구라고 불렀다. 1636년에 성문을 현재의 마스가타가 딸린 2중문형태로 개축되어 사쿠라다 문이라고 불리게 되었다. 외측의 고라이 문과 내측의 망루가 딸린 문이 설치되어있다. 그 사이에 마스가타라고 불리는 사각형의 광장이 있다. 이 광장은 문쪽에서 공격해 나가는 병사의 대기 장소이며, 또한 적에게 공격당했을 때에는 여기에 적병을 끌어들여 주위에서 활, 조총 등으로 공격한다. 1923년의 간토 대지진으로 인해 일부가 파손되었지만, 나중에 수리하였다.
1860년에 이 문 근처에서 미토번 낭인에 의한 다이로 이이 나오스케의 암살사건인 사쿠라다 문 밖의 변이 일어났다. 나오스케의 저택은 현재 겐세이 기념관이 세워져 있는 곳에 인접하며, 사쿠라다 문에서 서쪽으로 500m정도 장소에 있었다.
사쿠라다 문의 정면에는 현재, 일본 경시청 청사가 있다. 이런 까닭에 일본 경시청은〈사쿠라다 문〉이란 이름으로도 불린다. 일본 국도 1호를 사이에 두고 일본 법무성의 구 본관인 아카렌가 동이 세워져 있다. 아울러 아카렌카란 일본어로 붉은 벽돌을 가리키고, 렌카(煉瓦)는 일본어로 벽돌이다.
대한민국의 독립운동가인 이봉창이 히로히토를 암살하려다가 실패한 곳이다.

## 교통
- 도쿄 지하철 유라쿠초 선： 사쿠라다몬 역
- 도쿄 지하철 마루노우치 선 히비야 선 지요다 선 ：가스미가세키 역
- 도에이 버스 도03계통：요쓰야역~미야케 언덕~히비야~스키야 다리~긴자 욘초메~가치도키 역~도쿄 항「일본 경시청」버스 정류장

## 같이 보기
- 고쿄 (황거)
- 에도 성
- 사쿠라다 문 밖의 변
- 이봉창 의거 - 일본에서는 '사쿠라다몬 사건'으로 알려져 있다.